# Фрибурский университет
Университет Фрибура (фр. Université de Fribourg, нем. Universität Freiburg, UniFr) — университет, расположенный в Фрибуре, Швейцария. Подчинён одноимённому кантону. Единственный двуязычный университет в Швейцарии (французский и немецкий языки).

## История
Во Фрибуре провел последние 17 лет жизни святой Пётр Канизий. Он основал здесь школу иезуитов, ставшую впоследствии основой Фрибурского университета. В университете учился, а позднее преподавал и ректорствовал Юзеф Мария Бохеньский, который и окончил жизнь во Фрибуре.
В Фрибурском университете учился святой Фиделий Сигмарингенский.

## Структура
Университет Фрибура имеет пять факультетов:
- Теологии,
- Права,
- Естественных наук,
- Искусств и гуманитарных наук,
- Экономики и общественных наук.